# Финансијска криза у Русији 2022.
Руска финансијска криза 2022. је финансијска криза која се дешава у Руској Федерацији. Криза је почела крајем фебруара 2022. у данима након руске инвазије на Украјину 2022. и економских санкција које су уследиле против руског банкарског сектора, Владимира Путина и његове владе.

## Финансијски, економски и друштвени утицај

### Берзе и рубља
У Русији је прва рунда економских санкција као одговор на руску инвазију на Украјину 2022. године имала тренутни ефекат. Руско тржиште акција је 24. фебруара, првог дана инвазије, пало за 39 одсто, мерено Индексом РТС -а, са сличним падом наредних дана. Рубља је пала на рекордно низак ниво пошто су Руси пожурили да размене новац. Московска и Санкт Петербургска берза су суспендоване. Централна банка Русије најавила је своје прве тржишне интервенције од анексије Крима 2014. како би стабилизовала тржиште. Такође је подигао каматне стопе на 20% и забранио странцима да продају домаће хартије од вредности. Санкције су довеле руски суверени фонд у опасност да нестане. У руским градовима забележени су дуги редови и празни банкомати.
У другој рунди санкција, у којој су разне руске банке уклоњене из СВИФТ-а и директним санкцијама руској централној банци, вредност рубље је пала за 30% у односу на амерички долар, на чак 119 ₽/1 долар од 28. фебруара. Руска централна банка је због тога подигла каматне стопе на 20 одсто, у покушају да избалансира рубљу која тоне, привремено је затворила Московску берзу, наложила да све руске компаније продају 80 одсто девизних резерви и забранила странцима ликвидацију имовине у Русији.

### Сирова нафта
Као резултат инвазије, цене нафте типа Брент су накратко порасле изнад 100 долара по барелу, први пут од 2014. пре него што су изгубиле неке од својих добитака. Укупно од 22. фебруара када су санкције почеле до 28. фебруара када су примењене санкције руској Централној банци цена West Texas Intermediate и Брент је порасла за отприлике 5 долара/ббл.
Дана 27. фебруара, Бритиш петролеум (БП), једна од седам највећих светских нафтних и гасних компанија и највећи појединачни страни инвеститор у Русији, објавила је да се одустаје од Росњефта. Камате Росњефта чине око половину резерви нафте и гаса БП-а и трећину његове производње. Продаја би могла да кошта компанију до 25 милијарди долара, а аналитичари су приметили да је мало вероватно да ће БП моћи да надокнади делић овог трошка. Истог дана, Државни пензијски фонд Норвешке, највећи светски државни фонд, објавио је да ће се одрећи својих руских средстава. Фонд је поседовао око 25 милијарди норвешких круна у акцијама руских компанија и државним обвезницама.

### Шири економски утицај
Цене пшенице су скочиле на своје највише цене од 2008. као одговор на напад. Украјина је четврти по величини извозник кукуруза и пшенице и највећи светски извозник сунцокретовог уља, при чему Русија и Украјина заједно извозе 29% светске понуде пшенице и 75% светског извоза сунцокретовог уља. Референтни чикашки одбор за трговину мартовски фјучерс уговор за пшеницу достигао је највишу цену од 2012. Дана 25. фебруара, цене кукуруза и соје су такође порасле. Председник америчког удружења пекара упозорио је да ће цена свега што се прави од житарица почети да расте јер су сва тржишта житарица међусобно повезана. Главни пољопривредни економиста за Велс Фарго изјавио је да ће Украјина вероватно бити озбиљно ограничена у својој способности да саде усеве у пролеће 2022. и да изгуби пољопривредну годину, док би ембарго на руске усеве створио већу инфлацију цена хране. Опоравак способности за производњу усева може потрајати годинама чак и након што су борбе престале. Раст цена пшенице као резултат сукоба нанео је напрезање земаља као што је Египат, које су у великој мери зависне од руског и украјинског извоза пшенице, и изазвао страх од социјалних немира. Кина је 24. фебруара објавила да ће укинути сва ограничења на руску пшеницу, у ономе што је South China Morning Post назвао потенцијалним „спасом“ за руску економију.
Кристалина Георгијева, генерални директор Међународног монетарног фонда, упозорила је да сукоб представља значајан економски ризик за регион и међународну сарадњу и додала да би Фонд могао да помогне другим земљама погођеним сукобом, што је допуна пакету зајма од 2,2 милијарде долара који се припрема за помоћи Украјини. Давид Малпас, председник Групације Светске банке, рекао је да ће сукоб имати далекосежне економске и социјалне ефекте и известио да банка припрема опције за значајну економску и фискалну подршку Украјинцима и региону.
УПС и Федекс објавили су да више неће радити у Русији.